# Baarhuis (Ouderkerk aan den IJssel)
Het baarhuis op de begraafplaats in de plaats Ouderkerk aan den IJssel, in de Nederlandse provincie Zuid-Holland, is een rijksmonument.

## Beschrijving
Het 19e-eeuws baarhuis op de begraafplaats is opgetrokken op een rechthoekige plattegrond onder een zadeldak. Het neoclassicistisch bouwwerk heeft beschilderde houten wanden en staat op een stenen onderbouw. In het fronton in de top van de voorgevel zijn funeraire motieven aangebracht: een zandloper en twee gekruiste zeisen. De entree is bereikbaar via een houten trap. Het baarhuis is in 2012/2013 gerestaureerd.
Het gebouwtje werd in 2000 in het monumentenregister opgenomen, onder meer "vanwege de cultuur- en architectuurhistorische waarde als vrij zeldzaam voorbeeld van een houten baarhuisje in Neoclassicistische stijl uit het tweede kwart van de 19de eeuw. (...)  Het baarhuisje is situationeel het meest beeldbepalende element op de begraafplaats en heeft ensemblewaarde door de ruimtelijke en functionele relatie met de overige complexonderdelen."